# Tribolium

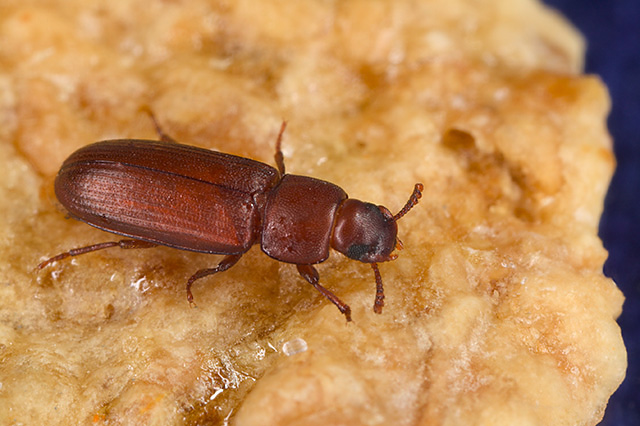
Trojszyk gryzący

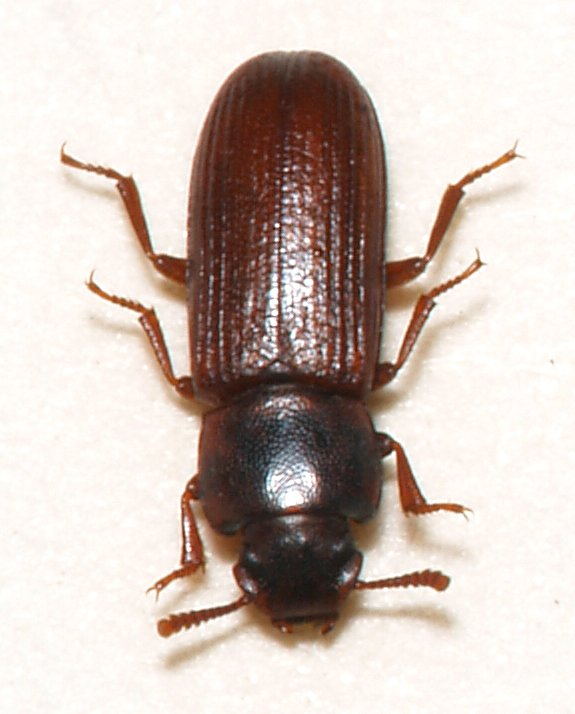
Trojszyk ulec

Trojszyk (Tribolium) – rodzaj chrząszczy z rodziny czarnuchowatych i podrodziny Tenebrioninae.

## Morfologia
Chrząszcze o wydłużonym, trochę spłaszczonym ciele, długości od 3 do 5,5 mm. Ubarwienie mają od rdzawobrązowego po czarniawobrązowe. Boki ciała mają równoległe. Głowa wyraźnie węższa od przedplecza, o oczach podzielonych do około połowy długości lub prawie w całości poprzeczną listewką. Głaszczki szczękowe mają walcowaty ostatni człon. Czułki tylko nieco dłuższe od głowy, mają rozszerzone 3 do 5 ostatnich członów. Przedplecze jest poprzeczne, w obrysie prostokątne ma boki i tylne kąty obrzeżone listewką, a przednią krawędź wykrojoną. Pokrywy mają równoległe boki, ostre kąty barkowe, 1–2 szeregi punktów w rzędach i podłużne żeberka pośrodku międzyrzędów. Tylne skrzydła są w pełni rozwinięte, a odnóża krótkie i stosunkowo smukłe.

## Biologia i występowanie
Większość gatunków żyje w Afryce i Azji Południowej. Gatunki synantropijne są kosmopolityczne i żerują na różnych produktach spożywczych, zasiedlając miejsca ich magazynowania. W Palearktyce stwierdzono 7 gatunków, z czego w Polsce 4: T. castaneum, T. confusum, T. destructor i T. madens.

## Systematyka
Należą tu gatunki:
- Tribolium alcinae Hinton, 1948
- Tribolium anaphe Hinton, 1948
- Tribolium antennatum Hinton, 1948
- Tribolium apiculum Neboiss, 1962
- Tribolium arndti Grimm, 2001
- Tribolium audax Halstead, 1968
- Tribolium beccarii Gridelli, 1950
- Tribolium bremeri Grimm, 2001
- Tribolium brevicornis (LeConte, 1859)
- Tribolium carinatum Hinton, 1948
- Tribolium castaneum (Herbst, 1797) – trojszyk gryzący
- Tribolium ceto Hinton, 1948
- Tribolium confusum Jacquelin du Val, 1868 – trojszyk ulec
- Tribolium cylindricum Hinton, 1948
- Tribolium destructor Uyttenboogaart, 1933 – trojszyk większy
- Tribolium downesi Hinton, 1948
- Tribolium ferreri Grimm, 2001
- Tribolium ferrugineum (Fabricius, 1781)
- Tribolium freemani Hinton, 1948
- Tribolium gebieni Uyttenboogaart, 1934
- Tribolium giganteum Hinton, 1948
- Tribolium indicum Blair, 1930
- Tribolium linsleyi Hinton, 1948
- Tribolium madens (Charpentier, 1852) – trojszyk ciemny
- Tribolium myrmecophilum Lea, 1904
- Tribolium parki Hinton, 1948
- Tribolium parallelum (Casey, 1890)
- Tribolium politum Hinton, 1948
- Tribolium quadricollis (Fairmaire, 1902)
- Tribolium semele Hinton, 1948
- Tribolium semicostatum (Gebien, 1910)
- Tribolium setosum Triplehorn, 1978
- Tribolium sulmo Hinton, 1948
- Tribolium thusa Hinton, 1948
- Tribolium uezumii Nakane, 1963
- Tribolium waterhousei Hinton, 1948